# Access Virus

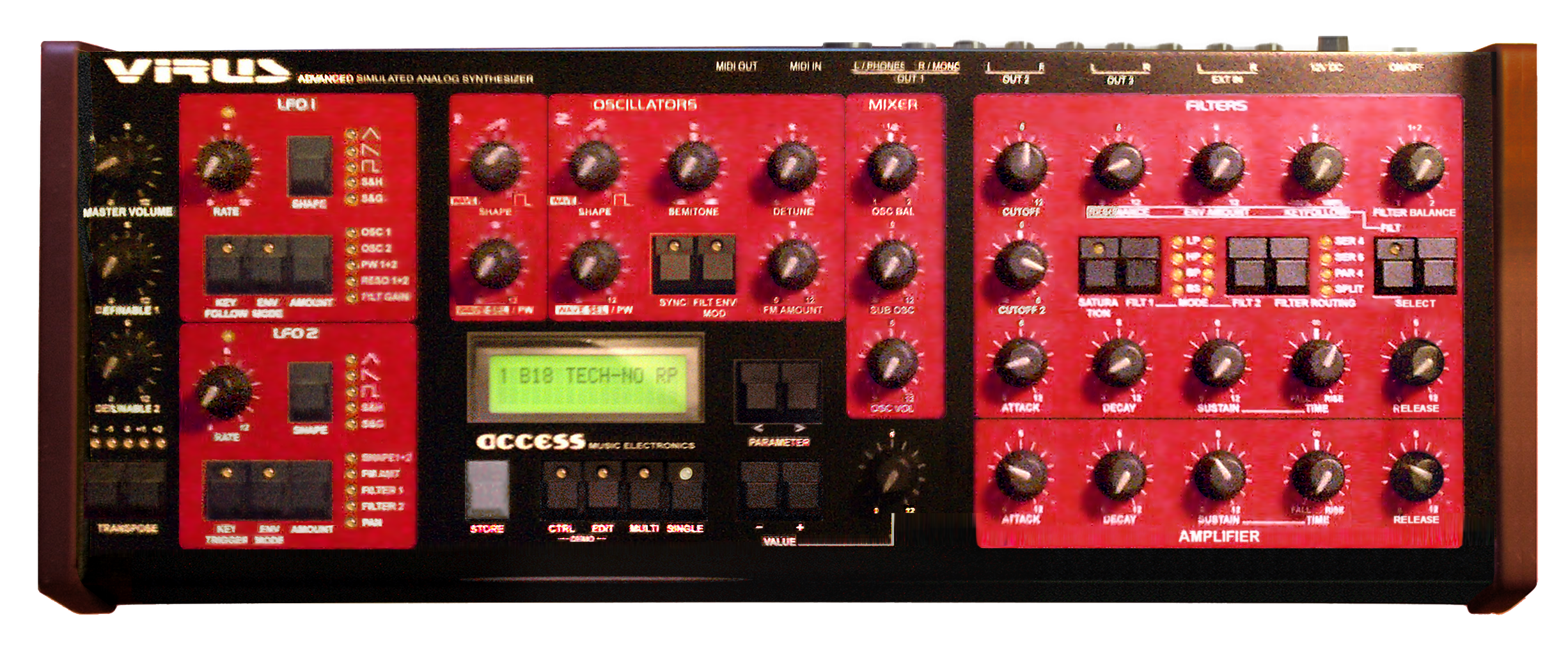
Synthétiseur Access Virus de la série A.

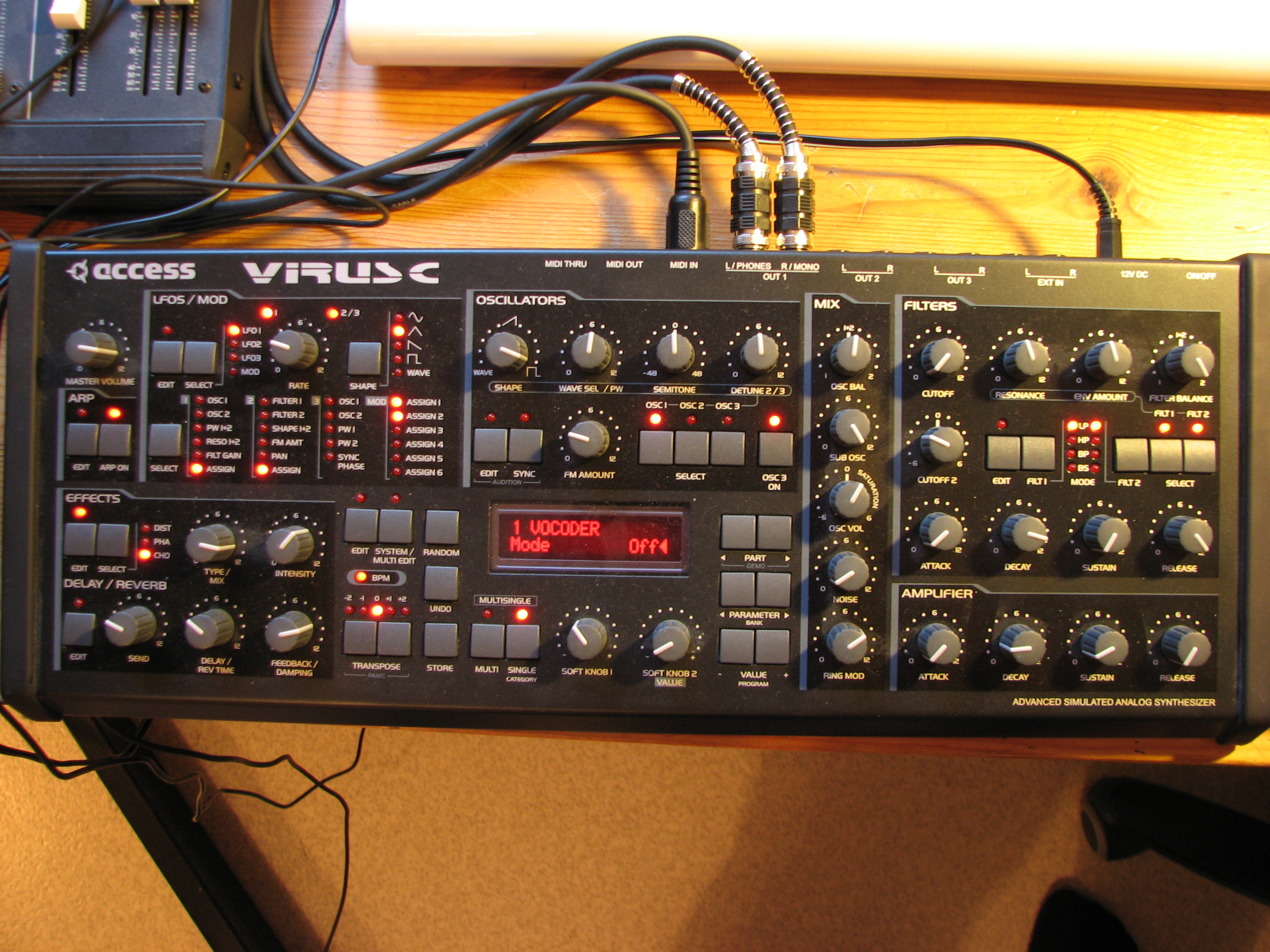
Access Virus C.

Access Virus est un synthétiseur analogique virtuel créé par la compagnie allemande Access Music GmbH. Le premier Virus a été commercialisé en 1997. Il a donné suite à toute une série de modèles déclinés et/ou améliorés en suivant les progrès technologiques. Les séries Virus A, Virus B et Virus C sont ainsi chacune disponibles avec différentes configurations. En novembre 2005, la série Virus TI est commercialisée. Vient ensuite en 2008 un petit modèle de bureau nommé Virus TI Snow.

## Détails techniques
L'Access Virus emploie différentes techniques de synthèse telles que la synthèse sonore soustractive, la synthèse FM et les tables d'ondes utilisées depuis la série TI.
Tous les Access Virus sont des synthétiseurs numériques à modélisation analogique utilisant des DSP (processeur de signal numérique). Ils possèdent des générateurs numériques d'oscillation de type analogique variable d'un signal sinusoïdal à un signal carré clair et propre. La section de filtrage est particulièrement fournie, avec deux filtres résonnant indépendants qui peuvent être configurés, combinés et modulés de différentes manières.

## Utilisateurs notables
L'Access Virus est largement utilisé dans les domaines musicaux de la trance et de la techno par des artistes tels que Headhunterz, Angerfist, Luca Anzilotti alias John « Virgo » Garrett III de Snap!, Paul Oakenfold, DJ Sammy et Sasha. Malgré son utilisation pour les gros sons habituellement utilisés dans les boîtes de nuit, ce synthétiseur est également utilisé par des artistes comme The Sounds, Tool, Covenant, Periphery, Nine Inch Nails, Craig Burrows, Gary Numan, Thomas Dolby, Depeche Mode, Céline Dion, Dr. Dre, Linkin Park, No Doubt, Radiohead, Stevie Wonder et le compositeur Hans Zimmer ainsi que le producteur Valentin Mollet .